# Balloniscus glaber
Balloniscus glaber là một loài chân đều trong họ Balloniscidae. Loài này được Araujo & Zaido miêu tả khoa học năm 1995.